# Lo Torne
Lo Torne (en francès Le Tourne) és un municipi francès situat al departament de la Gironda i a la regió de la Nova Aquitània.

## Demografia
| 1962                                       | 1968 | 1975 | 1982 | 1990 | 1999 | 2007 |
| ------------------------------------------ | ---- | ---- | ---- | ---- | ---- | ---- |
| 622                                        | 696  | 714  | 762  | 698  | 695  | 737  |
| Des de 1962: població sense dobles comptes |      |      |      |      |      |      |

## Administració
| Període | Identitat                | Partit |
| ------- | ------------------------ | ------ |
| 2001-   | Jean-Louis Larrieu-Manan |        |

## Agermanaments
- Morés